# Nilson André
Nilson André (Nilson de Oliveira André; * 30. Januar 1986 in Rio de Janeiro) ist ein brasilianischer Sprinter.
2011 siegte er bei den Südamerikameisterschaften in Buenos Aires über 100 Meter und in der 4-mal-100-Meter-Staffel. Bei den Weltmeisterschaften in Daegu schied er über 100 und 200 Meter im Vorlauf aus, bei den Panamerikanischen Spielen in Guadalajara wurde er Fünfter über 100 Meter und triumphierte mit der brasilianischen 4-mal-100-Meter-Stafette.
Bei den Olympischen Spielen 2012 in London kam er über 100 Meter und mit der brasilianischen 4-mal-100-Meter-Stafette nicht über die erste Runde hinaus.

## Persönliche Bestzeiten
- 60 m (Halle): 6,86 s, 9. März 2012, Istanbul
- 100 m: 10,18 s 22. Mai 2011, São Paulo
- 200 m: 20,41 s, 23. Mai 2010, Rio de Janeiro